# Николо-Лисино
Николо-Лисино — деревня в Пошехонском районе Ярославской области России. 
В рамках организации местного самоуправления входит в Пригородное сельское поселение, в рамках административно-территориального устройства относится к Юдинскому сельскому округу.

## География
Расположено на берегу речки Лоста (приток Согожи) в 7 км на юг от деревни Юдино и в 22 км на северо-восток от райцентра города Пошехонье.

## История
Церковь в селе построена в 1824 году на средства прихожан. Престолов в ней было три: Казанской Божией Матери, Святителя и Чудотворца Николая и Святой Великомученицы Варвары. 
В конце XIX — начале XX века село входило в состав Давыдковской волости Пошехонского уезда Ярославской губернии.
С 1929 года село входило в состав Красновского сельсовета Пошехонского района, с 1957 года — в составе Юдинского сельсовета, с 2005 года — в составе Пригородного сельского поселения.

## Население
| 1859 | 2002 | 2007 | 2010 |
| ---- | ---- | ---- | ---- |
| 24   | ↘2   | →2   | ↘0   |